# Судас
Суда́с (सुदास «хорошо поклоняющийся», «дающий красивые, щедрые дары») — арийский царь, упоминаемый в «Ригведе». Судас был главой племени тритсу и вместе со своими соплеменниками одержал победу в Битве десяти царей, описанной в 7-й мандале «Ригведы». Судас вместе со своей армией был окружён союзными войсками десяти царей (племенами, которые по-видимому, были неарийскими). Преследователи загнали Судаса с его войском на берег реки Парушни, которая была для него единственным путём к отступлению. На помощь Судасу пришёл Индра, создавший для него брод и тем самым позволивший ему вместе с армией перебраться на другой берег. Когда к реке приблизилось вражеское войско, река снова разлилась. Индру на сторону Судаса привлёк своими молитвами Васиштха (VII, 33, 3-6) (согласно VII, 83 на помощь Судасе также был привлечён Варуна). Большинство врагов Судаса утонули, пытаясь переправиться через реку. Уцелевшие воины были уничтожены Судасом с помощью Индры.
Судас был сыном Диводасы. Диводаса был сыном Шринджаи, который, в свою очередь, был потомком Деваваты.